# Меспле, Мади
Мади Меспле (фр. Mady Mesplé; 7 марта 1931[…], Тулуза — 30 мая 2020[…], Тулуза) — французская оперная певица, высокое колоратурное сопрано. Командор Ордена Почётного легиона (2011). Одна из ведущих оперных певиц своего времени во Франции; Меспле иногда называют преемницей Мадо Робен.

## Биография
Мади Меспле родилась в Тулузе. Училась игре на фортепиано и вокалу в консерватории Тулузы, окончила консерваторию с золотой медалью. Некоторое время играла на фортепиано в местном танцевальном оркестре, затем отправилась в Париж для продолжения вокального образования. Брала уроки у французской сопрано Жанин Мишо.
Меспле дебютировала на профессиональной сцене в январе 1953 года в Льеже в роли Лакме («Лакме» Делиба). Творческая судьба певицы неразрывно связана с этой ролью: на протяжении карьеры Меспле исполнила её около 150 раз. С партией Лакме Мади Меспле впервые выступила в 1954 году в Ла Монне в Брюсселе. Меспле быстро освоила стандартный набор лирических и колоратурных партий французского репертуара, таких как Олимпия («Сказки Гофмана» Оффенбаха), Филина («Миньон» Тома), Лейла («Искатели жемчуга» Бизе), Джульетта («Ромео и Джульетта» Гуно), Офелия («Гамлет» Тома), Динора («Динора» Мейербера), Манон и Софи («Манон» и «Вертер» Массне) и другие.
В 1956 году Меспле дебютировала на фестивале Aix-en-Provence Festival в роли Земиры («Земира и Азор» Гретри) и на сцене Опера-комик в роли Лакме. Дебют в Опера Гарнье состоялся в 1958 году в опере Пуленка «Диалоги Кармелиток» (Констанция). Парижская оперная публика в 1960 была в восторге от «Лючии ди Ламмермур» с Мади Маспле в новой постановке, где до неё блистала Джоан Сазерленд. Итальянский репертуар певицы представлен партиями Амины («Сомнамбула» Беллини), Розины («Севильский цирюльник» Россини), Норины («Дон Паскуале» Доницетти) и Джильды («Риголетто» Верди). Мадле исполнила и несколько партий в немецких операх, в частности, Царицу ночи («Волшебная флейта» Моцарта), Софи («Кавалер розы» Р. Штрауса), особенно известна её Цербинетта («Ариадна на Наксосе» Р. Штрауса), которую певица спела в Экс-ан-Провансе в 1966 году.
Меспле успешно выступала и за рубежом, пела в Большом театре в Москве, Королевском оперном театре в Лондоне, Ла Скала в Милане, Метрополитен-опера в Нью-Йорке и театре Колон в Буэнос-Айресе.
В 1960-е годы Мади Меспле часто появлялась на французском телевидении. В этот период она обратила внимание на произведения современных французских композиторов. В 1963 году Меспле спела на премьере французской версии оперы Менотти «Последний дикарь», в 1965 была первой исполнительницей французской версии «Элегии для молодых влюбленных» Хенце. Дирижёр Пьер Булез пригласил её для исполнения «Лестницы Якоба» Шёнберга.
В 1970-е Мади Меспле стала играть и в оперетте, в первую очередь Оффенбаха: «Парижская жизнь», «Орфей в аду», «Великая герцогиня Герольштейнская».
Мади Меспле ушла со сцены в 1985 году и посвятила себя преподаванию. Она работала в парижской L'École Normale de Musique и лионской консерватории, давала мастер-классы. Неоднократно была членом жюри вокальных конкурсов в разных странах.
Мади Меспле оставила внушительную дискографию, включающую сольные концерты, оперы, оперетты и арии из них. Мади Меспле являла собой образец французского колоратурного сопрано. Критики отмечали точную технику, утончённую музыкальность, сценическое очарование.
Заслуги певицы отмечены присвоением звания Командор Ордена Почётного легиона (14 июля 2011 года).

## Избранные записи
- Массне, «Вертер»: Оркестр де Пари, дир. Претр; Бенуа, Гедда, де Лос Анхелес, Меспле, Сойер (EMI, 1969)
- Гретри, «Земира и Азор»: Льежский филармонический оркестр, дир. Донё, Штраус; Бафкинс, ван Гор, Луи, Мепле, Орляк, Симонка (EMI, 1974)
- Обер, «Манон Леско»: Лирический оркестр и хор РТФ, дир. Марти; Биссон, Меспле, Орляк, Рунге (EMI Classics, 1975)
- Оффенбах, «Парижская жизнь»: Национальный оркестр Капитолия Тулузы, дир. Плассон; Бенуа, Креспен, Массон, Меспле, Сенешаль, Тремпон (EMI, 1976)
- Россини, «Вильгельм Телль»: Королевский филармонический оркестр, дир. Гарделли; Бакьё, Кабалье, Гедда, Хауэлл, Ковач, Меспле, Тайон (EMI, 1976)
- Оффенбах, «Орфей в аду»: Национальный оркестр Капитолия Тулузы, дир. Плассон; Бербье, Бруэр, Бюрле, Комман, Лафон, Маллабрера, Меспле, Пена, Роде, Сенешаль, Тремпон (EMI, 1979)